# خط طول 56° شرق
خط طول 56° شرق هو أحد خطوط الطول الجغرافية، والتي تمتد من القطب الشمالي الجغرافي إلى القطب الجنوبي الجغرافي، وحسب التحويل الزمني يتقدم خط طول 56° شرق عن خط غرينتش بـ3 ساعات و44 دقيقة.

## من القطب إلى القطب
ينطلق خط طول 56° شرق من القطب الشمالي نحو القطب الجنوبي مرورا بالمناطق التي ترد في الجدول التالي:
| الإحداثيات                         | البلد أو الإقليم أو البحر    | ملاحظات |
| ---------------------------------- | ---------------------------- | --- |
| 90°0′N 56°0′E / 90.000°N 56.000°E  | المحيط المتجمد الشمالي       | |
| 81°18′N 56°0′E / 81.300°N 56.000°E | روسيا                        | جزر جزيرة جاكسون [لغات أخرى]‏, جزيرة سالزبوري [لغات أخرى]‏, جزيرة تشامب, جزيرة ألجير ، روسيا و جزيرة ماكلينتوك [لغات أخرى]‏, أرخبيل فرنسوا جوزيف |
| 80°4′N 56°0′E / 80.067°N 56.000°E  | بحر بارنتس                   | |
| 75°11′N 56°0′E / 75.183°N 56.000°E | روسيا                        | جزيرة سيفيرني وجزيرة يوجني، نوفايا زيمليا |
| 72°46′N 56°0′E / 72.767°N 56.000°E | بحر كارا                     | |
| 71°21′N 56°0′E / 71.350°N 56.000°E | روسيا                        | جزيرة يوجني، نوفايا زيمليا |
| 70°34′N 56°0′E / 70.567°N 56.000°E | بحر بارنتس                   | بحر بيتشورا |
| 68°38′N 56°0′E / 68.633°N 56.000°E | روسيا                        | |
| 50°42′N 56°0′E / 50.700°N 56.000°E | كازاخستان                    | |
| 45°0′N 56°0′E / 45.000°N 56.000°E  | كازاخستان / أوزبكستان border | |
| 41°19′N 56°0′E / 41.317°N 56.000°E | تركمانستان                   | |
| 38°4′N 56°0′E / 38.067°N 56.000°E  | إيران                        | |
| 27°5′N 56°0′E / 27.083°N 56.000°E  | الخليج العربي                | مضيق كلارنس (إيران) |
| 26°57′N 56°0′E / 26.950°N 56.000°E | إيران                        | جزيرة قشم (جزيرة) |
| 26°45′N 56°0′E / 26.750°N 56.000°E | الخليج العربي                | مضيق هرمز |
| 25°52′N 56°0′E / 25.867°N 56.000°E | الإمارات العربية المتحدة     | |
| 24°58′N 56°0′E / 24.967°N 56.000°E | عُمان                         | لحوالي 9 km |
| 24°53′N 56°0′E / 24.883°N 56.000°E | الإمارات العربية المتحدة     | لحوالي 4 km |
| 24°51′N 56°0′E / 24.850°N 56.000°E | عُمان                         | |
| 24°7′N 56°0′E / 24.117°N 56.000°E  | الإمارات العربية المتحدة     | لحوالي 6 km |
| 24°4′N 56°0′E / 24.067°N 56.000°E  | عُمان                         | |
| 17°55′N 56°0′E / 17.917°N 56.000°E | المحيط الهندي                | Khuriya Muriya Bay |
| 17°31′N 56°0′E / 17.517°N 56.000°E | عُمان                         | جزيرة الحلانية (جزيرة) |
| 17°29′N 56°0′E / 17.483°N 56.000°E | المحيط الهندي                | مرورا بشرق the جزر لا ديغو وFrégate, سيشل · مرورا بغرب the جزيرة Coëtivy, سيشل · مرورا بشرق the جزيرة لا ريونيون, فرنسا                       |
| 60°0′S 56°0′E / 60.000°S 56.000°E  | المحيط الجنوبي               | |
| 66°10′S 56°0′E / 66.167°S 56.000°E | القارة القطبية الجنوبية      | الإقليم الأسترالي في القارة القطبية الجنوبية، المطالب الإقليمية بالقارة القطبية الجنوبية by أستراليا                                          |